# University of Ibadan
Die University of Ibadan ist eine staatliche Universität in Ibadan, Nigeria. Die Hochschule wurde 1948 als College der University of London gegründet und ist damit die älteste Universität in Nigeria.
2004/2005 waren 18.957 Studenten eingeschrieben, laut einer Analyse von 2012 soll die Universität 33.481 Studenten und insgesamt 653 akademische Mitarbeiter haben.
Im Jahr 2013 wurde der Hochschule mit 3,25 Mrd. Naira der größte Anteil zugesprochen am 100 Mrd. Naira Budget der Bundesrepublik Nigeria für Infrastrukturmaßnahmen an staatlichen Universitäten.

## Organisation

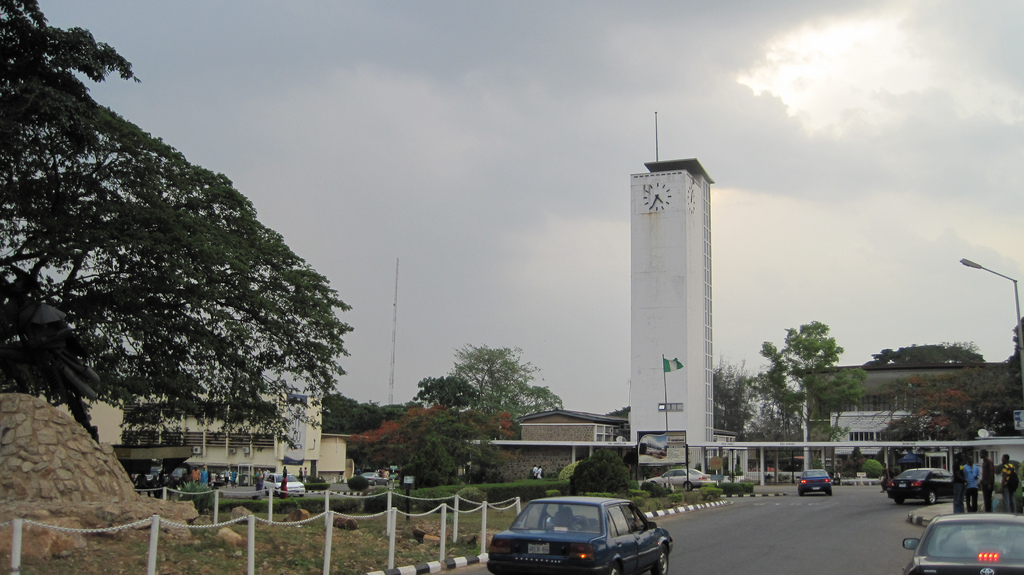
Haupteingang und Zufahrt zur Universität
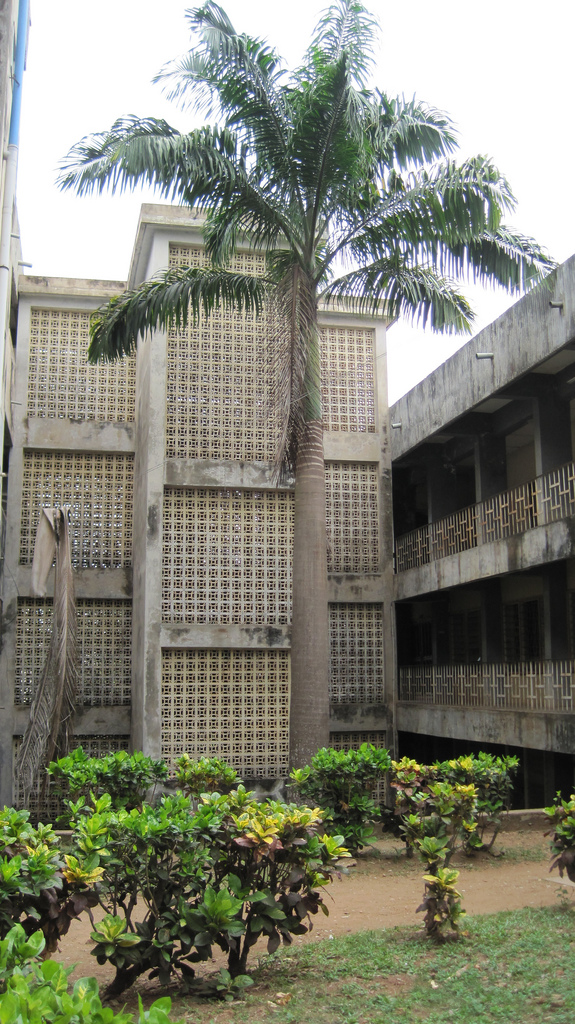
Gebäude des Fakultätsbereiches Archäologie und Anthropologie, 2011
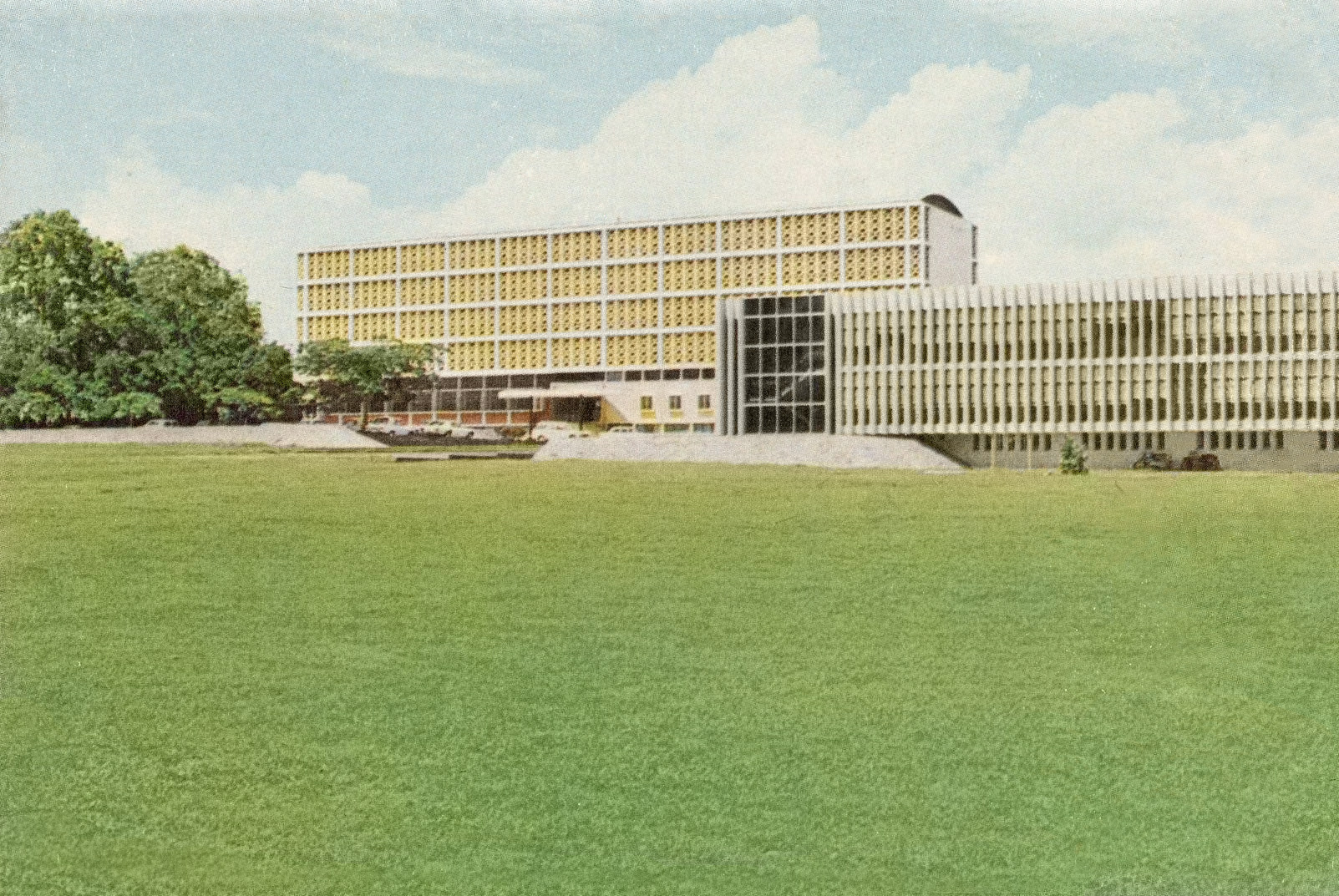
Universitätsbibliothek „Kenneth Dike“
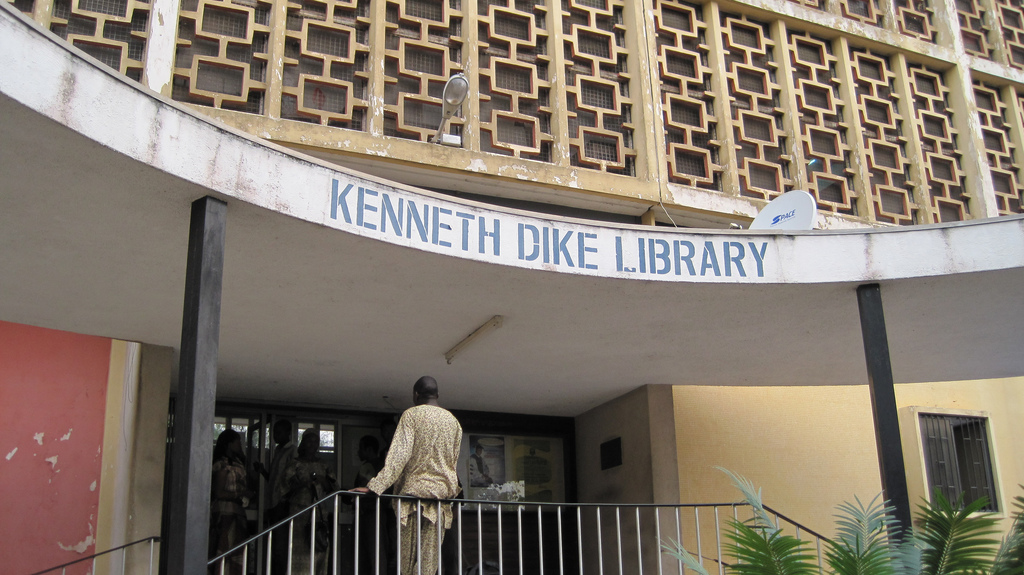
Eingang zur Kenneth-Dike-Bibliothek, 2011

Fakultäten
- Künste
- Land- und Forstwirtschaften
- Ausbildung
- Rechtswissenschaften
- Naturwissenschaften
- Sozialwissenschaften
- Pharmazie
- Technologie
- Tiermedizin

Institute
- Institute of African Studies
- Institute of Child Health
- Institute of Education
- Advanced Medical Research and Training
- LES Institute of PAU

## Persönlichkeiten
- Robert Smith (1919–2009), Historiker, Professor am Institute of African Studies seit Gründung 1962.
- Chinua Achebe (1930–2013), Schriftsteller, Friedenspreis des Deutschen Buchhandels (2002)
- Emeka Anyaoku (* 1933), Generalsekretär des Commonwealth of Nations
- Léopold-Joseph Bonny Duala-M'bedy, Politologe und Xenologe
- John Pepper Clark (1935–2020), Lyriker, Dramatiker
- Emmanuel Ifeajuna (1935–1967), Hochspringer und Major der Nigerianischen Streitkräfte
- Christine Hamill (1923–1956), englische Mathematikerin und Hochschullehrerin an der University of Ibadan. Sie war spezialisiert auf Gruppentheorie und endliche Geometrie
- Olubanke King-Akerele (* 1946), Außenministerin
- Essien Udosen Essien-Udom (1928–2002), Soziologe und Politologe
- Olu Falae (* 1938), Politiker
- Chukwuemeka Ike (1931–2020), Schriftsteller
- Wole Soyinka (* 1934), Schriftsteller, Nobelpreis für Literatur (1986)
- Frederick Nnabuenyi Ugonna (1936–1990), Ethnologe, Linguist
- Christopher Okigbo (1932–1967), Lyriker
- Ken Saro-Wiwa (1941–1995), Autor, TV-Produzent, Bürgerrechtler, Right Livelihood Award (1994)
- James Meredith (* 1933), US-amerikanischer Bürgerrechtler, erster afro-amerikanischer Student an der University of Mississippi
- Flora Nwapa (1931–1993), Schriftstellerin
- Nowa Omoigui (1959–2021), Kardiologe und Militärhistoriker
- Moses Ojeisekhoba (* 1966), CEO Reinsurance, Swiss Re